# Jurij Koval'ov
Jurij Volodymyrovyč Koval'ov (in ucraino Юрій Володимирович Ковальов?; in russo Юрий Владимирович Ковалёв?, Jurij Vladimirovič Kovalёv; Kazan', 1º luglio 1954) è un ex calciatore sovietico, dal 1991 ucraino, di ruolo centrocampista.

## Carriera
Prodotto del settore giovanile della Dinamo Kiev, vinse con gli ucraini due campionati sovietici. Ha avuto una breve parentesi come allenatore del Desna Černihiv.
Nel 1975 fu premiato con il titolo sportivo di "Maestro dello Sport dell'URSS".
Nel 1976 con la nazionale giovanile sovietica vinse il Campionato europeo di calcio Under-23.

## Palmarès

### Club

#### Competizioni nazionali
- Campionato sovietico: 2

Dinamo Kiev: 1974, 1977
- Kubok SSSR: 1

Dinamo Kiev: 1974

### Nazionale
- Campionato d'Europa Under-21: 1

1976